# HMS Unbeaten (1940)
HMS Unbeaten (N93) («Анбитен», англ. Непобедимый) — британская дизельная подводная лодка типа U (второй группы), построенная на верфи «Виккерс-Армстронг» в Барроу-ин-Фёрнесс и участвовавшая во Второй мировой войне. Потоплена 11 ноября 1942 года по ошибке британской авиацией. Единственная подводная лодка (и единственное судно КВМС Великобритании), носившая это название.

## Служба
Большую часть времени «Анбитен» провёл в Средиземноморье. Торпедировал итальянский парусник V-51 «Альфа» (Alfa), французское торговое судно PLM-20, итальянскую подлодку «Гульельмотти» и немецкую подлодку U-374. По британским данным, также он потопил огнём из главного орудия два парусника, но в немецких и итальянских источниках нет подобных данных (возможно, что парусники были только повреждены). 16 марта 1942 «Анбитен» также повредил торговое судно «Веттор Пизани» (Vettor Pisani), который был добит авиацией 24 июля 1942. К числу больших неудачных походов подлодки относятся попытки атаки итальянского торгового судна «Сильвио Скарони» (Silvio Scaroni), транспорта «Эсперия» (Esperia) и большого транспортного корабля «Очеания» (Oceania) или «Нептуния» (Neptunia).
После ремонта в Четхэме и отделочных работ «Анбитен» был зачислен в 3-ю флотилию подводных лодок, базировавшуюся в Шотландии. Покинув озеро Холи-Лох, субмарина отправилась в свой последний, как оказалось, поход в рамках операции «Блюстоун», высадив около Байонны своего агента, который должен был отправиться в Испанию. Далее она направилась в Бискайский залив, где 11 ноября 1942 с ней была потеряна связь. Считается, что её по ошибке атаковала 172-я эскадрилья Королевских ВВС и потопила, не распознав в ней «своих». Все члены экипажа признаны погибшими.
Командовали подлодкой сначала Эдвард Вудворд, а затем лейтенант Дональд Огилви Уотсон.